# Cyclosorus namburensis
Cyclosorus namburensis là một loài thực vật có mạch trong họ Thelypteridaceae. Loài này được (Bedd.) Ching mô tả khoa học lần đầu tiên vào năm 1938.